# Fritz Seidler
Fritz Seidler (ur. 18 lipca 1907, zm. 3 maja 1945) – SS-Hauptsturmführer, zbrodniarz hitlerowski, komendant obozu koncentracyjnego Gusen.
Członek NSDAP (nr legitymacji partyjnej: 3693999) i SS (nr identyfikacyjny: 135387). W latach 1940–1942 pełnił funkcję 2. Schutzhaftlagerführera (kierownika obozu) w Auschwitz. Następnie od października 1942 do początków maja 1945 sprawował stanowisko komendanta Gusen I, podobozu Mauthausen. Zarówno w Auschwitz, jak i w Gusen Seidler należał do najgorszych obozowych oprawców. Brał aktywny udział w egzekucjach i skazywał więźniów na najbardziej okrutne kary. Swym bezwzględnym zachowaniem dawał przykład innym esesmanom jak należy traktować więźniów.
W swoim raporcie z czasów pobytu w Auschwitz Witold Pilecki tak opisał Fritza Seidlera: 

Z ciemności odezwał się kat, Fritz Seidler: "Niech nikt z was nie sądzi, że kiedykolwiek wyjdzie stąd żywy... porcja jest tak obliczona, że żyć tu będziecie 6 tygodni; kto będzie żył dłużej... znaczy, że kradnie, kto kradnie - znajdzie się w SK (tj. kompanii karnej) – gdzie żyje się krótko!". Chodziło o jak najszybsze załamanie psychiczne

3 maja 1945 Seidler popełnił samobójstwo, unikając odpowiedzialności za swoje zbrodnie. Najpierw zastrzelił rodzinę, a następnie siebie.